# 齐治家
齐治家，中华人民共和国政治人物、外交官。
1996年，接替裴家义，担任中华人民共和国驻蒙古大使。1999年，由黄家骙接任。